# Robert Ng'ambi
Robert Ng'ambi (11 settembre 1986) è un ex calciatore malawiano, di ruolo centrocampista.